# Scemo & più scemo (serie animata)
Scemo & più scemo (Dumb and Dumber) è una serie animata statunitense prodotta da Hanna-Barbera e basata sul film Scemo & più scemo.
La serie andava in onda su Cartoon Network ma, visto lo scarso successo, venne cancellata dopo appena tredici episodi. In Italia andò in onda su Rai 2 nel 1996. In seguito è stata replicata su Cartoon Network nel dicembre 2001.

## Trama
La serie narra delle bizzarre avventure di Lloyd Christmas e Harry Dunne a bordo del loro van a forma di cane (con tanto di peluria e orecchie) chiamato "Otto". Il duo è accompagnato anche da un castoro viola di nome Kitty Cat, che si dimostra il più delle volte più intelligente dei due messi insieme.

## Episodi
1. Otto's Best Friend
2. Dumb Luck / Dumbbells
3. Top Dumbs
4. Dixie Dolts / Neither Rain Nor Sleet Nor Dumbness
5. Horse Non-sense / Senseless in Seattle / Mmm, Cheesy
6. Movers and Breakers / To Bee Or Not To Bee
7. Dream a Little Scream / Speed and Speedier
8. Santa Klutz / Hole in Something
9. Brain, Brain, Go Away
10. Home Cookin'
11. Bootcampers / Overbite in Paradise
12. Chipped Dip / Laundryland Lunacy
13. Harry Canary / Alienated